# 蒲原トンネル
蒲原トンネル（かんばらトンネル）は、東名高速道路の清水IC-富士IC間にあるトンネルである。

## 概要
同区間の各トンネルは長大トンネルではないが、設計が古く交通量の多さなどが関わり比較的事故が多い。近年は日本坂トンネルより事故率が高い。当トンネル前後は、80 km/hに制限されている。
これら5本のトンネル内ではハイウェイラジオのほか、在京・在静AMラジオと在静FMラジオ各局が再放送されている。
東海道新幹線 静岡駅-新富士駅間にも同名のトンネルがある。

## 隣
E1 東名高速道路
（9）富士IC - （9-1）富士川SA/SIC - 蒲原トンネル - 由比PA - 薩埵（さった）トンネル（上り463m、下り425m） - 興津トンネル（上り505m、下り521m） - 清見寺トンネル（上り780m、下り785m） - 柚木トンネル（上り355m、下り366m） - （9-2）清水JCT - （10）清水IC